# Philip Andrew
Philip Andrew, właściwie Drew Marshall (ur. 3 października 1978 w Huntsville) – amerykański aktor filmowy i telewizyjny, znany głównie z roli Merricka Balitona w serialu Power Rangers Wild Force.
W 2006 roku zrezygnował z aktorstwa.